# Wilby (Northamptonshire)
Wilby is een civil parish in het bestuurlijke gebied Wellingborough, in het Engelse graafschap Northamptonshire met 624 inwoners.